# Anna Tibaijuka
Anna Kajumulo Tibaijuka (Muleba, Tanzania, 12 de octubre de 1950) es una política tanzana integrante del partido Chama Cha Mapinduzi y miembro del parlamento de Tanzania durante dos períodos: 2010-2015 y 2015-2020. Fue la titular del Ministerio de Tierras, Vivienda y Asentamientos Humanos del 2010 al 2014. También fue subsecretaria general de las Naciones Unidas y directora ejecutiva del Programa de Naciones Unidas para los Asentamientos Humanos. Fue la segunda mujer africana con mayor jerarquía en las Naciones Unidas, hasta su renuncia en 2010 para postularse para cargos políticos en Tanzania.

## Primeros años y familia
Nació en el distrito de Muleba (región de Kagera, Tanzania), en el seno de una familia de pequeños agricultores. Tibaijuka estudió economía agrícola en la Universidad de Ciencias Agrícolas de Suecia. Habla con fluidez inglés, suajili, sueco y francés. Es la viuda del exembajador tanzano Wilson Tibaijuka, quien murió en 2000.[cita requerida] Tiene cinco hijos, uno de ellos es adoptado.

## Carrera académica
Tibaijuka fue profesora asociada de economía en la Universidad de Dar es-Salam de 1993 a 1998. Durante este período, también fue miembro de la delegación del gobierno de Tanzania en varias cumbres de las Naciones Unidas, incluidas la cuarta Conferencia Mundial sobre la Mujer (Pekín, 1995), la Cumbre Mundial sobre Desarrollo Social (Copenhague, 1995), la Conferencia de las Naciones Unidas sobre los Asentamientos Humanos (Estambul, 1996) y la Cumbre Mundial sobre la Alimentación (Roma, 1996). En la Cumbre Mundial sobre la Alimentación en Roma, fue elegida coordinadora de África Oriental en la Red de Seguridad Alimentaria, Comercio y Desarrollo Sostenible. Tibaijuka también ha sido miembro de la Junta Consultiva Científica Internacional de la UNESCO desde noviembre de 1997.[cita requerida] Es miembro extranjero de la Real Academia Sueca de Agricultura y Silvicultura desde 2004.

## Carrera en la Naciones Unidas

### Programa de Naciones Unidas para los Asentamientos Humanos
En septiembre del 2000 fue nombrada por el secretario general Kofi Annan como directora ejecutiva del Centro de las Naciones Unidas para los Asentamientos Humanos. Durante sus dos primeros años en el cargo, supervisó importantes reformas que dieron lugar a que la Asamblea General de las Naciones Unidas actualizara el centro para pasar a la categoría de programa y renombrarlo como «Programa de las Naciones Unidas para los Asentamientos Humanos».[cita requerida] Fue elegida por la Asamblea General para su primer mandato de cuatro años como jefa de la nueva agencia en julio de 2002 y recibió el cargo de subsecretaria general, la primera y única mujer africana en alcanzar este nivel dentro del sistema de las Naciones Unidas.

### Operación Murambatsvina
En junio de 2005, el secretario general la designó como su enviado especial para estudiar el impacto de la campaña del gobierno de Zimbabue para desalojar a los comerciantes informales de ciertas áreas (Operación Murambatsvina); que se sospechaba que su verdadera motivación era política, ya que la mayor parte de los desalojados eran simpatizantes del Movimiento por el Cambio Democrático.[cita requerida]
Su informe concluyó diciendo que «while purporting to target illegal dwellings and structures and to clamp down on alleged illicit activities, was carried out in an indiscriminate and unjustified manner, with indifference to human suffering» («mientras se pretendía atacar viviendas y estructuras ilegales y reprimir las supuestas actividades ilícitas, [la operación] se llevó a cabo de manera indiscriminada e injustificada, con indiferencia al sufrimiento humano»).

### Consejo de Colaboración para el Abastecimiento de Agua y el Saneamiento
El 19 de octubre de 2010, fue elegida presidenta del Consejo de Colaboración para el Abastecimiento de Agua y el Saneamiento, sucediendo en el cargo al estadounidense Roberto Lenton.

## Comisión para África
En 2004, el primer ministro británico Tony Blair invitó a Tibaijuka a ser miembro de la Comisión para África, que estableció para generar ideas y acciones para acelerar y mantener el crecimiento y desarrollo de África. La comisión, integrada por dieciséis figuras de reconocimiento internacional, completó su informe en marzo de 2005.

## Carrera política
Como integrante del partido político Chama Cha Mapinduzi, fue miembro del parlamento de Tanzania durante dos períodos: 2010-2015 y 2015-2020[actualizar] y la titular del Ministerio de Tierras, Vivienda y Asentamientos Humanos del 2010 al 2014.

### Escándalo del fideicomiso de Tegeta
En diciembre de 2014, fue destituida de su cargo en el Ministerio de Desarrollo de Tierras, Vivienda y Asentamientos Humanos por el presidente Jakaya Kikwete tras verse relacionada en el escándalo del fideicomiso de Tegeta, un caso de corrupción política por 250 millones de dólares. Kikwete dijo que le había pedido a Tibaijuka que «dejara espacio para un nuevo nombramiento», después de conocerse que recibió un millón de dólares de James Rugemalira, de VIP Engineering and Marketing, empresario vinculado al escándalo. Tibaijuka declaró que el dinero era una donación para el Johansson Girls Education Trust y que lo remitió después de recibirlo en una cuenta personal.

### Reelección
En 2015, se postuló para ocupar por un segundo período un lugar en el parlamento, representando a Muleba Sur. Tras obtener un resultado favorable en las elecciones legislativas, logró ser reelegida.

## Premios y honores

### Premios
- Premio de Gotemburgo al Desarrollo Sostenible (2009)[11]
- Premio de las Naciones Unidas para el Desarrollo Sostenible (2016)[12]

### Honores académicos
| Año  | Universidad                                           | País        | Honor                                               |
| ---- | ----------------------------------------------------- | ----------- | --------------------------------------------------- |
| 2002 | Universidad McGill                                    | Canadá      | Doctor honoris causa en ciencias ambientales        |
| 2004 | Universidad Heriot-Watt                               | Reino Unido | Doctor honoris causa en ciencias de la construcción |
| 2006 | University College de Londres                         | Reino Unido | Doctor honoris causa en ciencias de la ingeniería   |
| 2007 | Universidad de Agricultura y Tecnología Jomo Kenyatta | Kenia       | Grado honorífico en diseño urbano                   |
| 2009 | Escuela de Altos Estudios Comerciales de Varsovia     | Polonia     | Licenciada honoris causa en economía                |
| 2010 | Universidad Católica de África Oriental               | Kenia       | Grado honorífico en desarrollo comunitario y paz    |
| 2010 | Universidad Tongji                                    | China       | Profesora honoraria                                 |